# Hylaea munda
Hylaea munda là một loài bướm đêm trong họ Geometridae.